# Tanakpur
Tanakpur là một thành phố và là nơi đặt ban đô thị (municipal board) của quận Champawat thuộc bang Uttaranchal, Ấn Độ.

## Nhân khẩu
Theo điều tra dân số năm 2001 của Ấn Độ, Tanakpur có dân số 15.810 người. Phái nam chiếm 53% tổng số dân và phái nữ chiếm 47%. Tanakpur có tỷ lệ 65% biết đọc biết viết, cao hơn tỷ lệ trung bình toàn quốc là 59,5%: tỷ lệ cho phái nam là 71%, và tỷ lệ cho phái nữ là 58%. Tại Tanakpur, 15% dân số nhỏ hơn 6 tuổi.